# John Besford
John Charles Preston „Jack“ Besford OBE (* 30. Januar 1911 in Chorlton-cum-Hardy, England; † 26. Februar 1993 in Xàbia, Spanien) war ein britischer Schwimmer. Er gewann bei Europameisterschaften eine Goldmedaille im Rückenschwimmen. Bei British Empire Games erschwamm er einmal Silber und zweimal Bronze.

## Leben
Bei den Olympischen Spielen 1928 in Amsterdam gewannen über 100 Meter Rücken drei Schwimmer aus den Vereinigten Staaten vor einem Japaner. Fünfter wurde der Deutsche Ernst Küppers vor John Besford. Zwei Jahre später fanden in Hamilton, Ontario, die British Empire Games 1930 statt, eine Vorläuferveranstaltung der heutigen Commonwealth Games. Über 100 Yards Rücken siegte der Engländer Bill Trippett vor dem Schotten Willie Francis und John Besford. 1934 bei den British Empire Games in London gewann Willie Fancis vor John Besford. Besford erschwamm außerdem die Bronzemedaille in der 3-mal-100-Yards-Lagenstaffel zusammen mit Mickey Ffrench-Williams und Alan Summers. Unmittelbar im Anschluss an die British Empire Games wurden die Europameisterschaften in Magdeburg ausgetragen. John Besford gewann den Titel über 100 Meter Rücken vor Ernst Küppers. Damit gewann Besford auch die Adolf-Hitler-Trophäe, einen Bronzeadler von einem halben Meter Höhe und einem Gewicht von 50 Kilogramm, der von den deutschen Veranstaltern eigentlich für den Favoriten Ernst Küppers gedacht war. 1936 bei den Olympischen Spielen in Berlin schied Besford in der zweiten Runde aus, im Finale über 100 Meter Rücken schwamm kein Europäer.
Besford gewann sieben britische Meistertitel im Rückenschwimmen und war viermal Zweiter. Er studierte Zahnmedizin an der Manchester University. Im Zweiten Weltkrieg war Besford bei der Royal Navy. Nach dem Krieg war er als Lehrer für Zahnmedizin an der Universität in Peking und praktizierte danach einige Zeit in Japen. Für seine Verdienste um die britische Gemeinschaft in Japan wurde er 1974 als Officer des Order of the British Empire ausgezeichnet. Nach seiner Rückkehr aus Fernost war Besford als Zahnarzt in Brighton tätig. Seinen Lebensabend verbrachte er zusammen mit seiner Frau, einer Sportjournalistin, in Südspanien.
Der Bronzeadler stand zuerst in seiner Zahnarztpraxis und dann in der seines Sohns. Heute befindet sich die Statue in den Victoria Baths in Manchester, wo John Besford einst das Schwimmen erlernte.